# Río Ain
El río Ain (en francoprovenzal En) es un río en el este de Francia, un afluente del río Ródano por la derecha. Le da su nombre al departamento de Ain.

## Geografía
El río Ain tiene una longitud de 190 km, y su cuenca tiene una superficie de 3765 km².
Su caudal medio es de 121 m³/s en Chazey-sur-Ain, cerca de su confluencia con el Ródano, en el departamento de Ain.

### Curso
La fuente del Ain es una resurgencia en el macizo del Jura entre las comunas de Conte y La Favière, departamento del Jura, a una altitud aproximada de 680 m s. n. m. (coordenadas: 46°44′58″N 6°01′23″E / 46.74944, 6.02306). De aquí, el Ain fluye generalmente hacia el sur.
El río Ain fluye a través de 2 regiones, 2 departamentos y 66 comunas. Fluye a través de las siguientes comunas, entre otras:
1. Región Borgoña-Franco Condado
  - Departamento del Jura
    - Sirod
    - Syam
    - Champagnole
    - Crotenay
    - Pont-de-Poitte
    - Moirans-en-Montagne
    - Thoirette
2. Región Auvernia-Ródano-Alpes
  - Departamento de Ain
    - Poncin
    - Neuville-sur-Ain
    - Pont-d'Ain
    - Priay
    - Châtillon-la-Palud
    - Chazey-sur-Ain
    - Saint-Jean-de-Niost
    - Saint-Maurice-de-Rémens

Finalmente desemboca en el río Ródano en la comuna Saint-Maurice-de-Gourdans, en el límite con el departamento de Isère (coordenadas: 45°47′43″N 5°10′37″E / 45.79528, 5.17694).

## Afluentes principales
Los principales afluentes del río Ain son:
| Afluentes por el lado izquierdo - Saine - 19 km - Hérisson - 21 km - Drouvenant - 18 km - Cimante - 11 km - Bienne - 69 km - Oignin - 44 km - Riez - 13 km - Oiselon - 14 km - Cozance - 12 km - Albarine - 59 km | Afluentes por el lado derecho - Serpentine - 11 km - Angillon - 27 km - Valouse - 42 km - Suran - 74 km - Toison - 15 km |

## Hidrología
| Estación hidrológica | Superficie de la cuenca (km²) | Caudal medio anual (m³/s) |
| -------------------- | ----------------------------- | ------------------------- |
| Perte-de-l'Ain       | 210                           | 9,59                      |
| Marigny              | 650                           | 27,40                     |
| Embalse de Voulgans  | 1120                          | 40,80                     |
| Pont-d'Ain           | 2760                          | 105,00                    |
| Chazey-sur-Ain       | 3630                          | 121,00                    |

El Ain y sus afluentes alimentan una quincena de centrales hidroeléctricas. La presa de Vouglans, construida en 1968, produce un embalse de 35 km de longitud.

## Galería

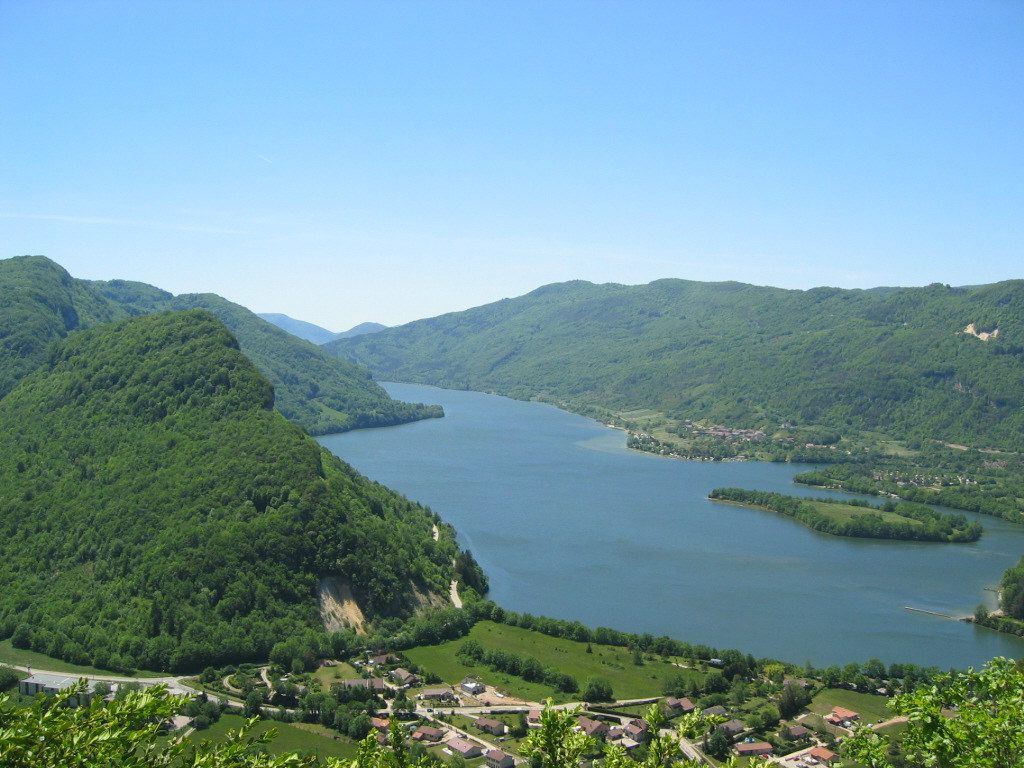
Embalse de Coiselet
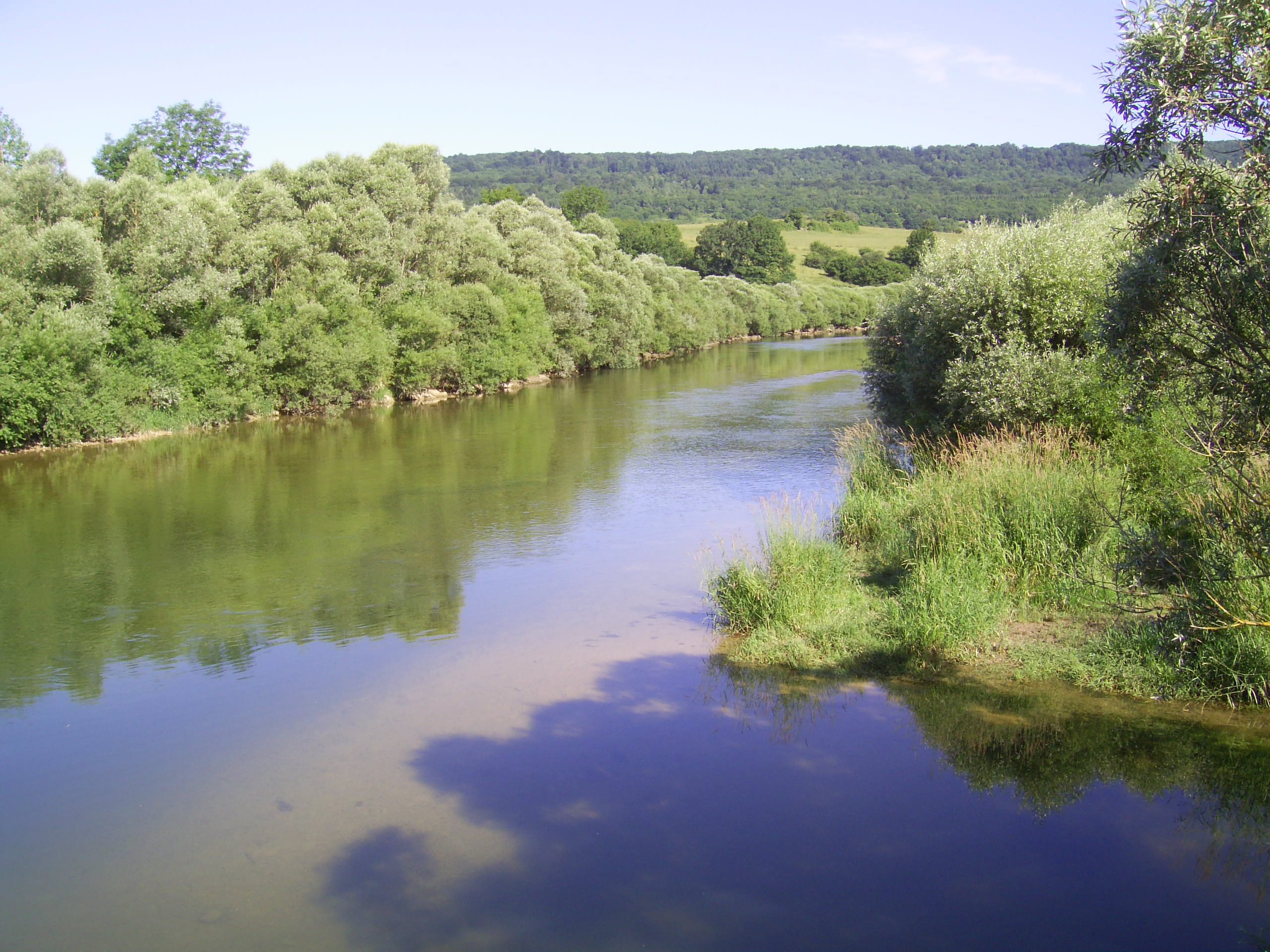
Vista del Ain cerca de Monnet-la-Ville (Jura)
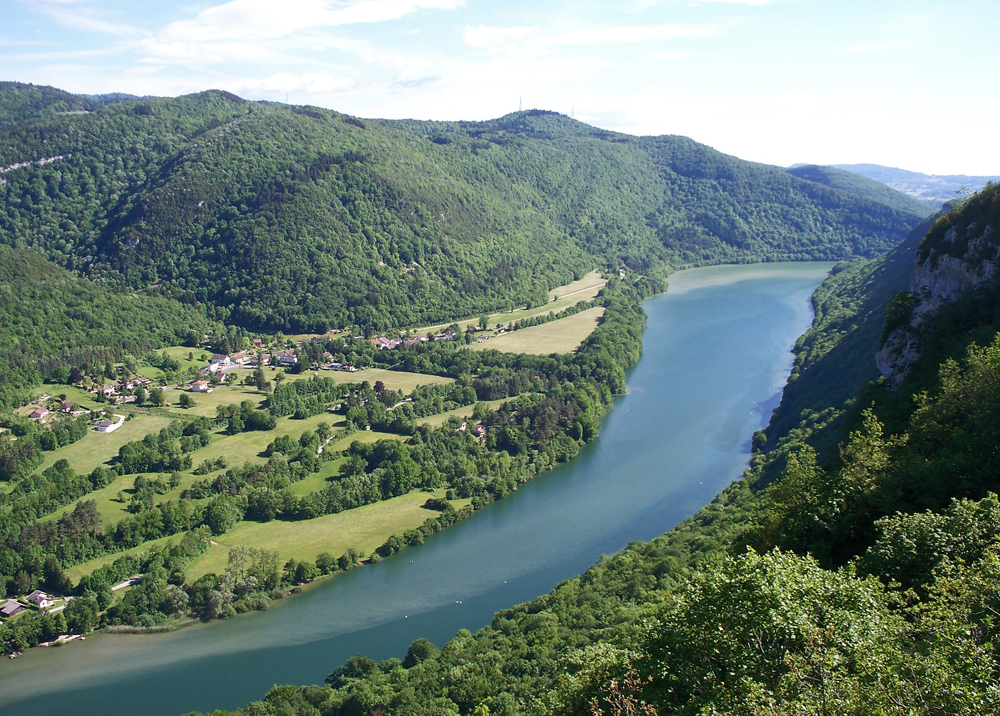
El Ain in Corveissiat
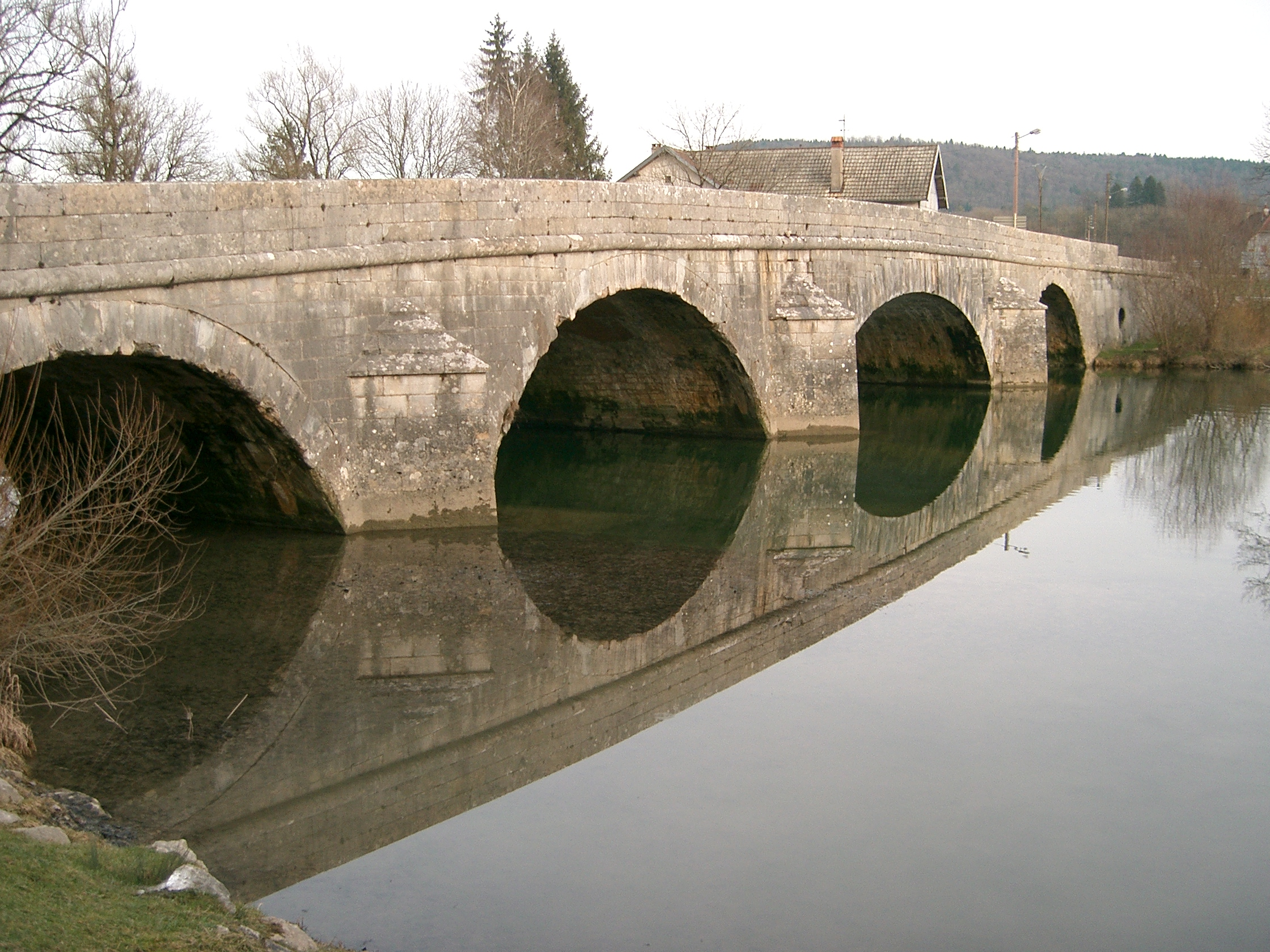
Pont-du-Navoy - puente sobre el Ain